# Asociación Porteña de Fútbol Profesional
La Asociación Porteña de Fútbol Profesional fue una asociación de clubes de fútbol de Chile, con sede en la ciudad de Valparaíso, fundada el 29 de mayo de 1940 —con la organización de su primer campeonato— y oficializada el 2 de julio de ese año.
La Federación de Fútbol de Chile ordenó la eliminación de la Asociación Porteña de Fútbol Profesional, el 16 de febrero de 1946, por órdenes del alcalde Abelardo Contreras.
En 2022 la Federación de fútbol de Chile reconoció este torneo como oficial, siendo de carácter regional.[cita requerida]

## Historia

### Antecedentes
Durante los primeros años del fútbol en Chile era inusual que a los jugadores se les pagara un sueldo. Predominaba el amateurismo y defender los colores de un club de fútbol determinado era un verdadero honor para los deportistas, sin que mediara el dinero. Sin embargo, como la crisis económica mundial causada por la gran depresión afectó a Chile, ante la falta de dinero, muchos equipos empezaron a optar por el profesionalismo como una forma de adquirir recursos para solventar sus actividades. Además, había desencanto en la gente por el juego de los equipos amateurs y los mejores jugadores de los equipos de provincias eran captados por los clubes de Santiago.
Por su parte, en 1933, pese a la creación en Santiago de la Liga Profesional de Football (LPF), en Valparaíso se negaban a remunerar la actividad futbolística, siendo el «honor» el tema de la discordia. Sin embargo, la situación se hizo insostenible luego que las figuras de los clubes porteños emigraran a la capital para convertirse en profesionales.

### Fundación
En 1940, los dirigentes de los clubes Gimnástico-Administración del Puerto, Santiago Wanderers, La Cruz, Viña del Mar y Deportivo Las Zorras decidieron unirse y fundar la Asociación Profesional Porteña de Fútbol, de Valparaíso, el 13 de abril de 1940, inaugurando el 29 de mayo su primer campeonato. Luego, el 2 de julio de ese año, la Asociación fue constituida formalmente. El acta incluyó las firmas del presidente Ives Beke y el secretario Luis Videla, marcando así el inicio del balompié rentado en la región. Finalmente, por oficio 2141 del 3 de julio de 1940, la Federación de Football de Chile reconoció como afiliada a la Asociación Porteña de Fútbol Profesional mediante el siguiente comunicado:

«Nos es grato comunicar a usted que el directorio de la Federación acordó en su sesión de hoy, reconocer a esa nueva Asociación, quedando por tanto afiliada a nuestros registros. Este directorio felicita a los dirigentes de esta entidad recién organizada por el entusiasmo que han demostrado y espera que sabrán demostrar a la dirigente máxima del Football chileno, todo el concurso que es de esperar de tan importante institución».

### Campeonato de la Asociación Profesional Porteña de Fútbol
El primer campeonato de la asociación se jugó en dos ruedas, bajo el sistema de todos contra todos y el primer ganador fue La Cruz.
En la segunda edición, jugada en 1941, ingresó Fosfato Cemento Melón de La Calera (antecesor de Unión La Calera). El campeón fue Santiago Wanderers, que venció en la final a Gimnástico-Administración del Puerto. Hasta el minuto 15 del segundo tiempo, el cuadro caturro perdía por 2-0, ya que Salinas (19') y Pérez (42') habían marcado para Gimnástico-Administración del Puerto, pero Santiago Wanderers reaccionó con descuento de Peña. Finalmente, Herrera marcó dos goles en minutos consecutivos, de cabeza y desde media distancia (69' y 70'). Cuando el árbitro Humberto Reginato Balbo finalmente pitó el término del partido, Santiago Wanderers celebró su primer trofeo profesional.
En 1942, Santiago Wanderers obtuvo el bicampeonato al ganar el torneo de ese año. En aquella edición ingresaron y fueron aceptados por la Asociación los clubes San Luis de Quillota, Carmelo y Praga (de Viña del Mar), Unión Española de Deportes y el equipo de la Universidad Técnica Federico Santa María (ambos de Valparaíso) .
En 1943 fue campeón el Gimnástico-Administración del Puerto.
Everton de Viña del Mar solo partició en la edición de 1943. Entre 1937 y 1942 el club se encontraba en receso. (Libro Historia de Everton, páginas 66 a 71).

### Desaparición
Finalmente, para 1944, el campeonato empezó a decaer ante el éxodo de Everton y Santiago Wanderers a la Asociación Central de Fútbol (ACF), hacia donde mucha gente partió para ver a los poderosos locales con los santiaguinos; quedando la Asociación Profesional Porteña de Fútbol en cese a comienzos de 1946, regresando los otros clubes a las asociaciones de fútbol de Valparaíso, Viña del Mar (Carmelo y Praga. Viña del Mar FC ya había retornado a la asociación el año anterior) y La Calera (Cemento Melón) respectivamente.

## Historial
| Año          | Campeón                              | Subcampeón                           |
| ------------ | ------------------------------------ | ------------------------------------ |
| 1940 Detalle | La Cruz FC                           | Gimnástico-Administración del Puerto |
| 1941 Detalle | Santiago Wanderers FC                | Gimnástico-Administración del Puerto |
| 1942 Detalle | Santiago Wanderers FC                | Club Deportivo Fosfato Cemento Melón |
| 1943 Detalle | Deportivo Viña del Mar               | Gimnástico-Administración del Puerto |
| 1944 Detalle | Gimnástico-Administración del Puerto | Deportivo Viña del Mar               |
| 1945 Detalle | Las Zorras                           | Gimnástico-Administración del Puerto |

## Palmarés
| Equipo                               | Campeón         | Subcampeón                        |
| ------------------------------------ | --------------- | --------------------------------- |
| Santiago Wanderers                   | 2 (1941 y 1942) |                                   |
| Gimnástico-Administración del Puerto | 1 (1944)        | 4 (1940), (1941), (1943) y (1945) |
| Deportivo Viña del Mar               | 1 (1943)        | 1 (1944)                          |
| La Cruz FC                           | 1 (1940)        |                                   |
| Las Zorras                           | 1 (1945)        |                                   |
| Fosfato Cemento Melón                |                 | 1 (1942)                          |

## Controversia
Con ocasión a las celebraciones del 120.º aniversario de Santiago Wanderers, en la edición del 19 de agosto de 2012 del diario El Mercurio de Valparaíso se publicó un reportaje acerca de «dos títulos perdidos» del cuadro caturro obtenidos en la Asociación Porteña de Fútbol Profesional, los cuales no habían sido reconocidos entonces por la Federación de Fútbol de Chile como títulos de carácter oficial:

«¿Por qué se reconoce como Campeonato Nacional a los torneos efectuados desde 1933? Si la respuesta se refiere a que desde esa fecha el campeonato santiaguino comienza a ser profesional, pues entonces el mismo reconocimiento debería existir para los campeones de la Asociación Porteña, que contaba con el reconocimiento de la Federación, jugadores profesionales y equipos de tres ciudades, lo que le da mayor carácter nacional que a la competencia santiaguina, que solo comprendía a clubes de una parte de la capital, puesto que en esa ciudad existían al menos tres ligas amateurs de fútbol».

El descubrimiento fue hecho por el investigador Dino Villella, quien comentó: «Es fácil tapar la historia con tierra, pero cuando uno husmea, siempre se encuentra con algo nuevo».
Otro que se sumó a la reivindicación es el escritor Alfonso Gómez, uno de los autores del libro Santiago Wanderers, una historia de tres siglos, quien argumentó que «La liga profesional existió en nuestra región y abarcó más territorio que la de Santiago, con tres ciudades: Valparaíso, Viña del Mar y La Calera», añadiendo que «En Chile hubo dos campeones durante esos años. Por ejemplo, en 1941, fueron Colo-Colo y Wanderers. Sólo pedimos que esto se reconozca».
Por otro lado, Manuel Burboa, secretario ejecutivo de la Federación de Fútbol de Chile, rechaza la petición de los wanderinos explicando que la Asociación Porteña era una entidad independiente: «...la Federación la reconoció, pero como un organismo independiente, paralelo a la Asociación Central de Fútbol». Pese a reconocer que la asociación fue una liga profesional, Burboa agregó que «pagaron a sus jugadores, incluso contrataron a varios argentinos, pero netamente se trata de un torneo aparte». También el presidente de Everton, Antonio Bloise, dio una opinión al respecto: «Esto es un oportunismo que no corresponde a 70 años del hecho. Pretender llevar dos estrellas más por secretaría es un descaro. Las estrellas son para los mejores del país y lamentablemente Wanderers se debe conformar con tres».
En 2022 La Federación de Futbol de Chile por medio de la ANFP reconoce los títulos a los equipos campeones del certamen. Sin embargo, contrario a lo que se creía, se estableció que los títulos de la Asociación Porteña de Fútbol no serán considerados como títulos de Primera División, dichos torneos no tendrán la misma validez que un Campeonato Nacional y son únicamente un torneo regional de carácter profesional.
El 23 de marzo del 2023, Pablo Milad presidente de la Asociación Nacional de Fútbol Profesional manifestó en la ceremonia de la obtención del bicampeonato de los porteños en el entretiempo entre Santiago Wanderers y Unión San Felipe, Milad explicó que en ese período existían dos asociaciones profesionales independientes en el fútbol chileno: la Asociación Central de Fútbol, con sede en Santiago (antecesora de la actual ANFP), y la Asociación Porteña de Fútbol Profesional, con sede en Valparaíso. Ambas organizaban torneos de máxima categoría dentro de sus respectivas jurisdicciones, aunque no estaban unificadas, Milad destacó que los títulos obtenidos por Wanderers en 1941 y 1942 deben entenderse como "estrellas regionales pero profesionales", reconociendo su carácter oficial y competitivo, si bien estos campeonatos no equivalen a los títulos de Primera División nacional organizados por la Asociación Central, sí representan títulos de la máxima categoría del profesionalismo existente en Valparaíso en ese momento, consultado directamente por la prensa sobre si Santiago Wanderers cuenta oficialmente con cinco estrellas, Milad respondió afirmativamente, confirmando que los campeonatos porteños de 1941 y 1942 son reconocidos por la Federación como títulos profesionales de primer nivel,  aunque no estén agrupados en el palmarés nacional de Primera División.